# Хатундере
Хатундере — станция системы пригородных электричек İZBAN. Была построена в 1996 году Турецкими государственными железными дорогами в составе участка Менемен-Хатундере-Бичерова-Алиага. В 1996-2006 гг поезда отправлялись 2 раза в день. В 2006-2011 гг. в связи со строительством железнодорожного перегонного тоннеля Каршияка, пассажирские перевозки в Хатундере прекратились.
Со станции Хатундере можно добраться до исторического города Фокея, персидского мавзолея ликийско-лидийской традиции построеного в 4 веке до нашей эры (744 маршрут) и села Бурунджук (752 маршрут).